# Welfesholz
Welfesholz este o comună din landul Saxonia-Anhalt, Germania.